# SN 1990G
SN 1990G – supernowa typu Ia odkryta 19 marca 1990 roku w galaktyce IC2735. W momencie odkrycia miała maksymalną jasność 16,30m.